# De Boom (Amsterdam)
De Boom of Boomkerk is de gangbare benaming van de rooms-katholieke Kerk van Sint-Franciscus van Assisi in Amsterdam - Bos en Lommer.

## Schuilkerk 't Boompje
De naam van De Boom gaat terug op de schuilkerk 't Boompje die sinds 1578 door paters franciscanen bediend werd. Deze was oorspronkelijk gelegen in een voormalige brouwerij aan de Kalverstraat nr. 215. Op deze plaats had Vroom & Dreesmann een vestiging tussen het Rokin en de Kalverstraat. In 1771 werd de schuilkerk uitgebreid naar het Rokin en vervangen door een groter gebouw, dat ruimte bood aan 500 gelovigen. De drie klokgevels werden in 1843-1844 in opdracht van pastoor Johannes Franciscus Aalders door een nieuwe voorgevel in eclectische stijl naar ontwerp van Martinus Gerardus Tétar van Elven, directeur bouwkunde van de Koninklijke Akademie van Beeldende Kunsten, vervangen. Die verleende het gebouw weliswaar een meer kerkelijk aanzien, maar gaf vervolgens aanleiding tot een heftige korte polemiek, waarin zich ook Joseph Alberdingk Thijm mengde. In 1910 werd deze kerk gesloten en het jaar daarop gesloopt.

## De nieuwe Boomkerk
De stadsuitbreiding maakte de verhuizing van 't Boompje noodzakelijk. Men verkocht het pand en de grond aan V&D. Van de opbrengst werd een nieuwe kerk gebouwd bij Sloterdijk aan de nog nieuwe Admiraal de Ruijterweg. Het kerkgebouw en de pastorie werden in hoofdzakelijk neoromaanse stijl ontworpen door P.J. Bekkers. De nieuwe kerk werd op 7 mei 1911 ingewijd door Mgr. A.J. Callier, bisschop van Haarlem. Tot 1921 lag dit gebouw in de gemeente Sloten. In 1921 werd Sloten door de gemeente Amsterdam geannexeerd en stond de kerk in Amsterdam.

## Hilgersorgel
De Boomkerk beschikt over een fraai orgel uit 1774 van Johannes Petrus Hilgers (1731-1799). Het is meeverhuisd uit het oude Boompje.

## Parochiefusie
Op 1 januari 2004 fuseerden de parochies van de heilige Augustinus (Postjesweg), Onze-Lieve-Vrouwe van Altijddurende Bijstand (Chassékerk) en Sint-Franciscus van Assisi (De Boom) tot de parochie van de Heilige Drie-eenheid. Deze parochie is later met de VVL-parochie (Vincentius/Vondelkerk/De Liefde) gefuseerd tot de parochie Emmaüs, zodat er nu, afgezien van een Portugeestalige groep, in het Amsterdamse stadsdeel West nog één parochie is, met verscheidene kerkgebouwen: de Boomkerk, Augustinuskerk (West) en Vincentiuskerk. Het parochiecentrum De Boom bevindt zich aan de Gibraltarstraat aan de achterkant van de Boomkerk. In 2010 bepaalde Mgr. Punt dat de Boom de centrale kerkgelegenheid voor Amsterdam-West zou worden.

## Bescherming
Sinds 2005 staat de kerk (Adm. de Ruijterweg 406) op de rijksmonumentenlijst. De pastorie (408) staat op de gemeentelijke monumentenlijst.

## Restauratie
Vanaf 2007 had men een restauratieplan klaarliggen, maar men kreeg de subsidies hiervoor niet rond. Wel kreeg men subsidie van de gemeente Amsterdam om het dak te repareren. Een jaar na het eeuwfeest (2011) kwam dan het bericht dat staatssecretaris Halbe Zijlstra subsidie had toegekend. Vanaf dat moment werd er hard gewerkt om deze locatie verder te vitaliseren. Een naastgelegen schoolgebouw werd gerenoveerd tot parochie- en regiocentrum, waar tal van activiteiten werden georganiseerd als "Voedsel voor de Ziel". Op het monumentale orgel uit 1774 werden weer regelmatig concerten gespeeld. En een Afrikaanse gemeenschap gebruikte de kerk op zondagmiddag voor de eredienst.
Na een twee jaar durende restauratie werd de kerk op 6 september 2015 weer feestelijk in gebruik genomen.

## Externe link

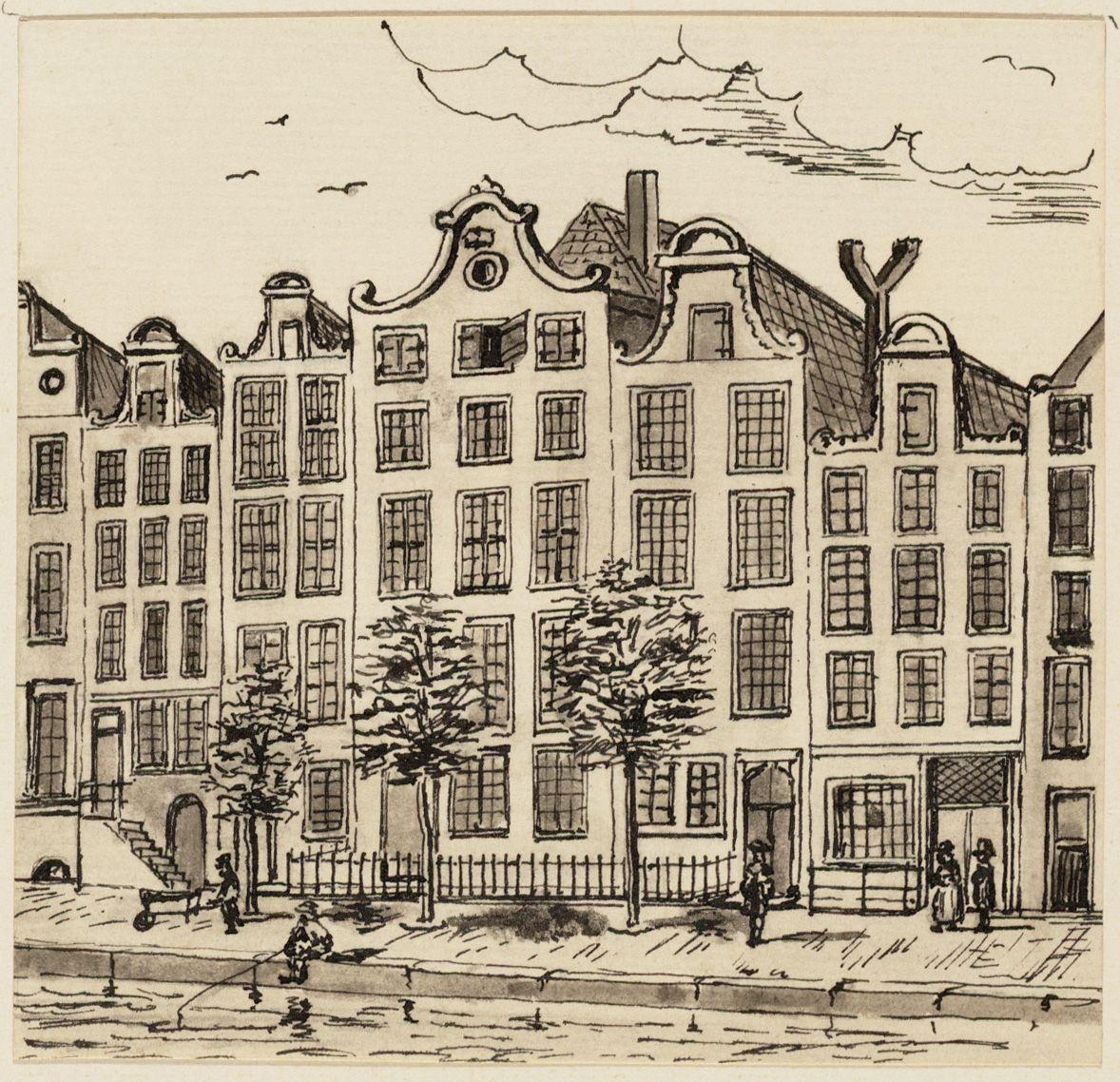
Rokin met de schuilkerk 't Boompje rond 1840
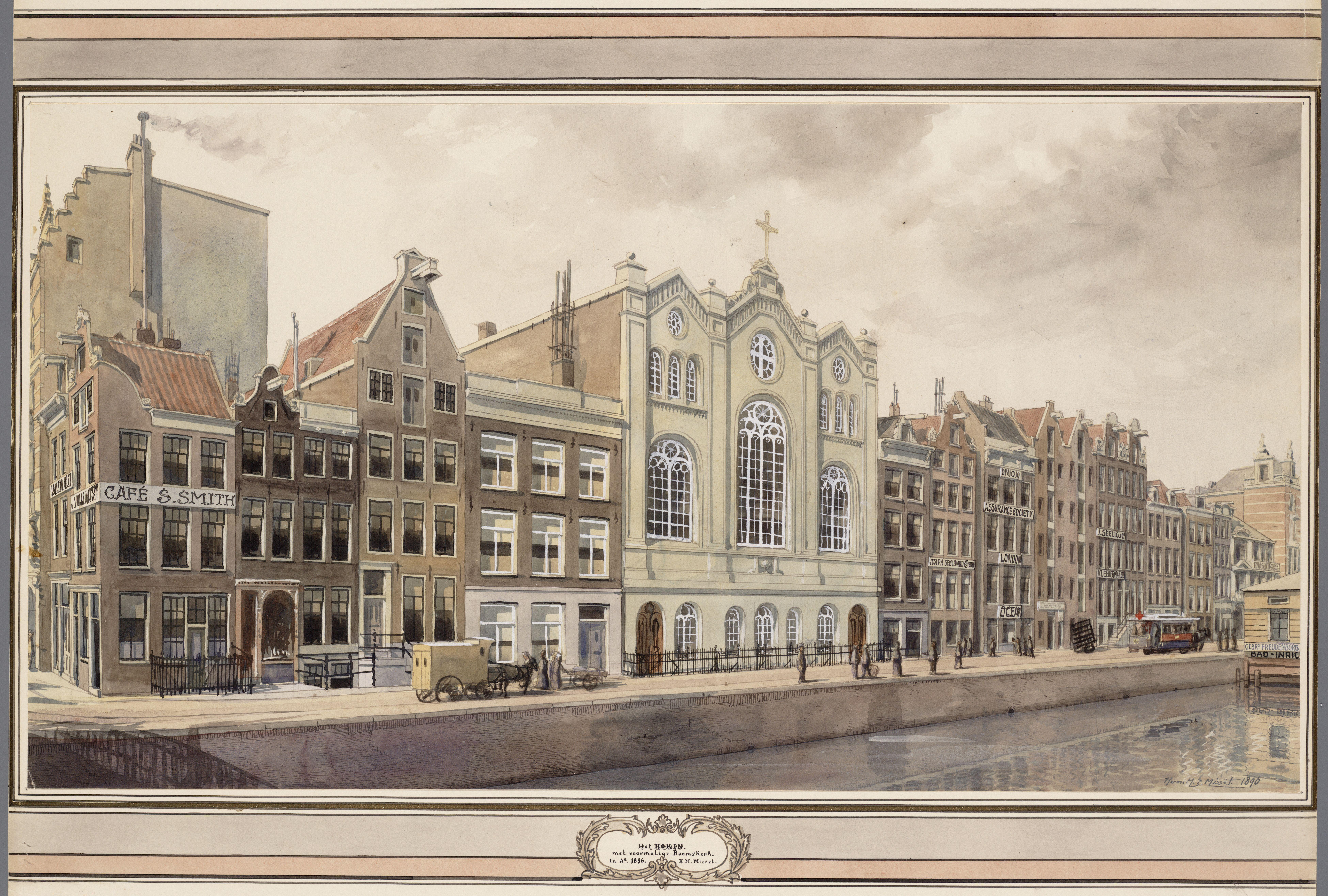
Rokin met de schuilkerk 't Boompje in 1896
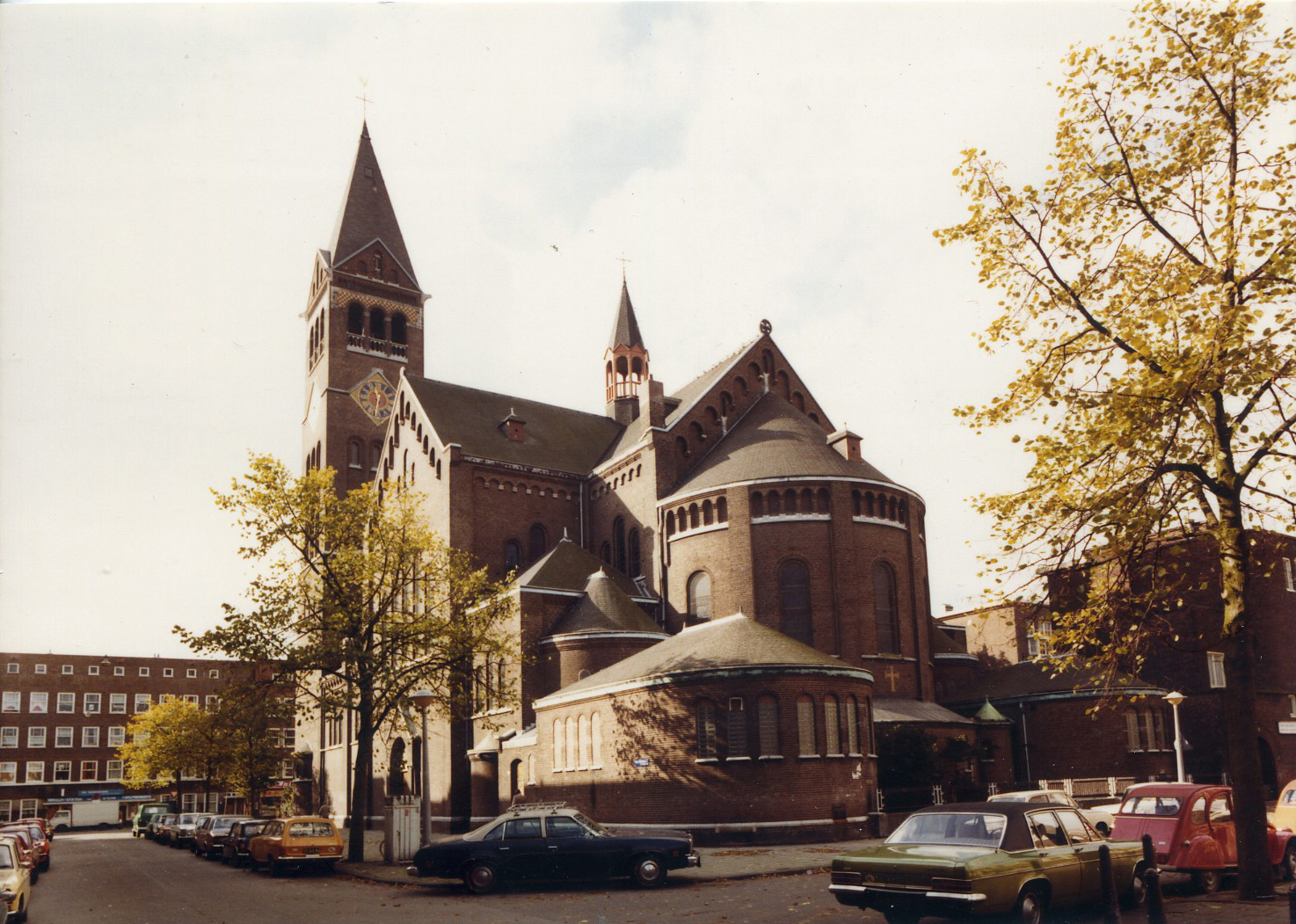
Achterzijde van de Boomkerk
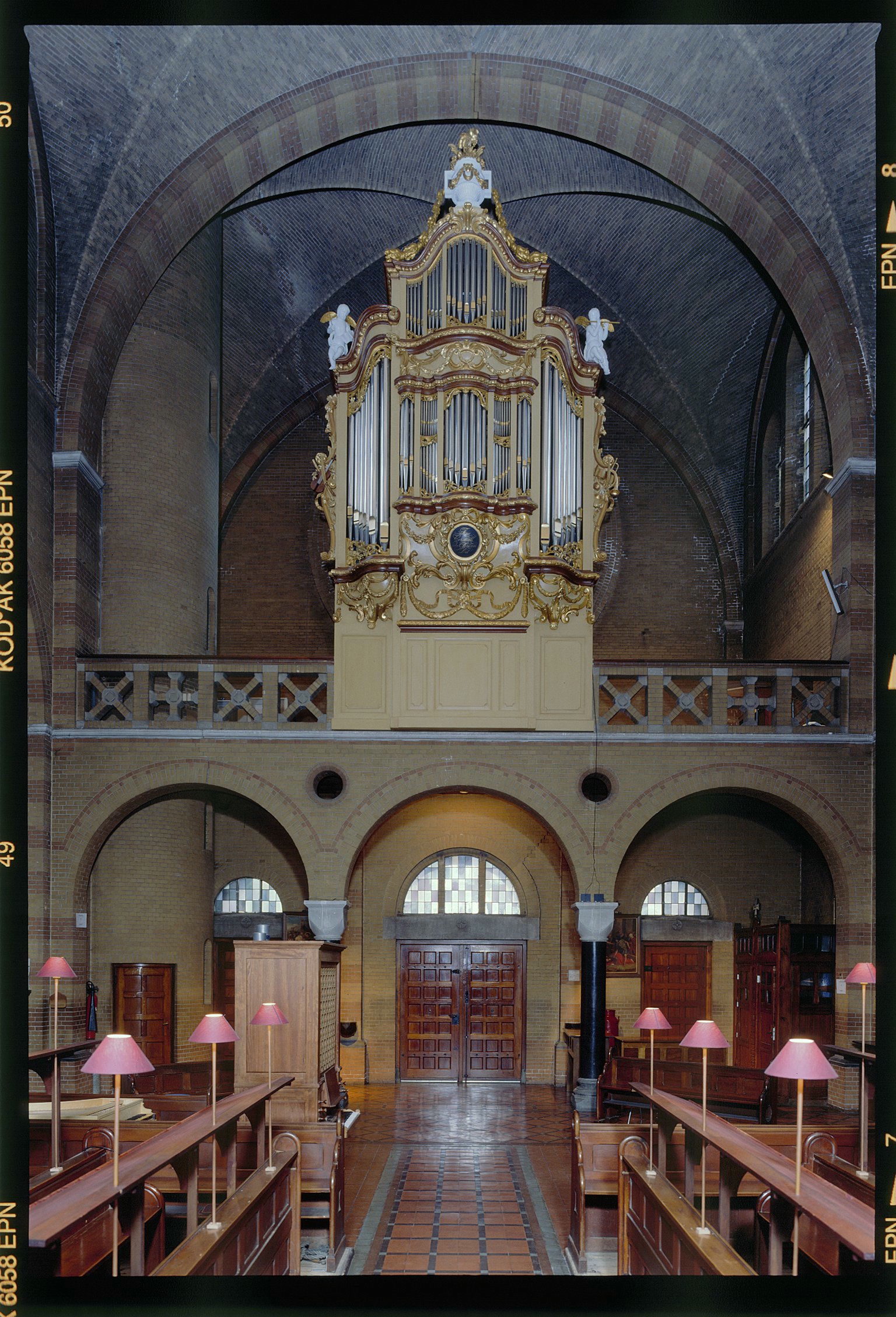
Aanzicht orgel
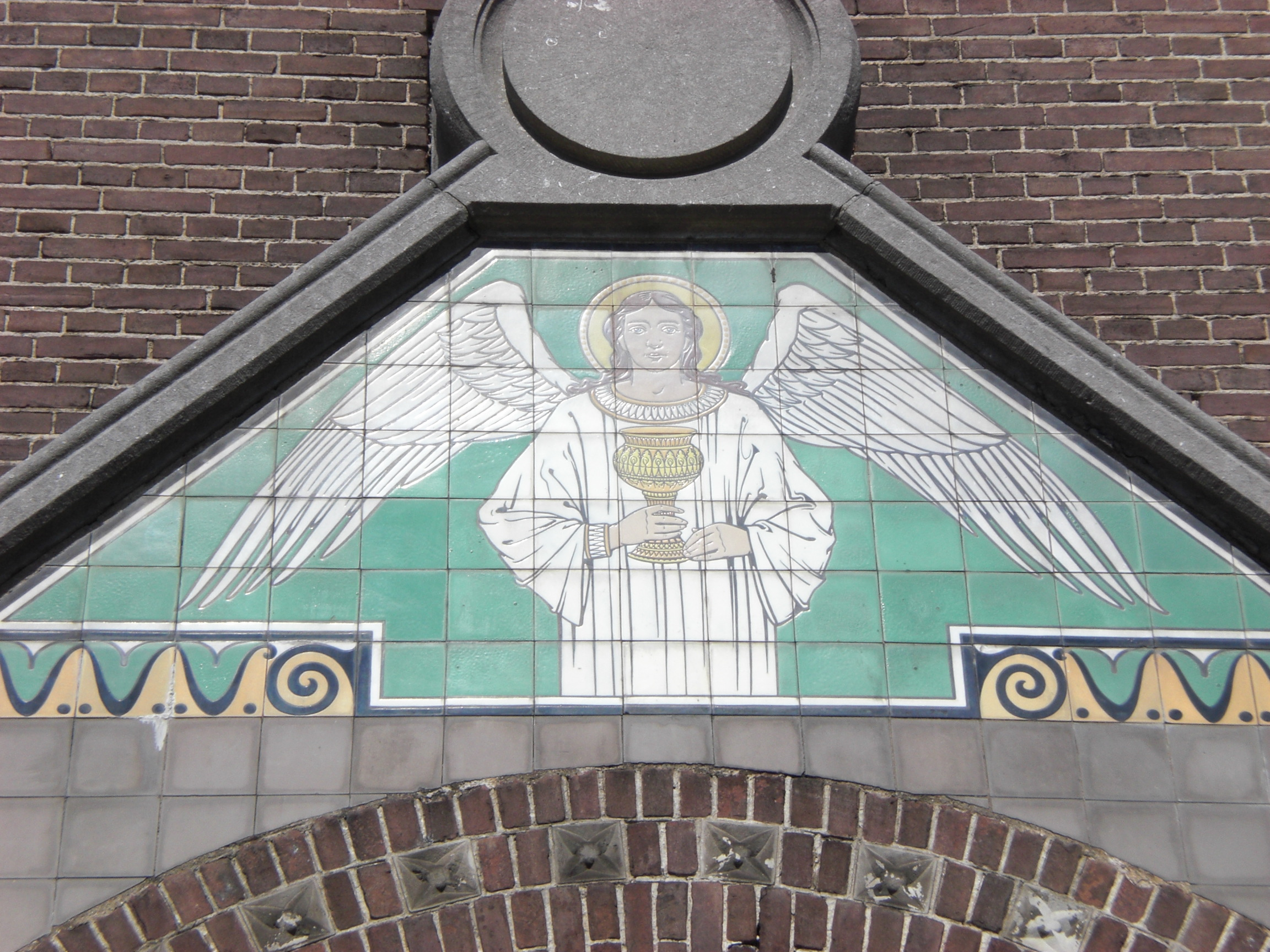
Tegeltableau